# Tortula egelingii
Tortula egelingii là một loài Rêu trong họ Pottiaceae. Loài này được (Schlieph.) Broth. miêu tả khoa học đầu tiên năm 1902.